# Pouvoir universel

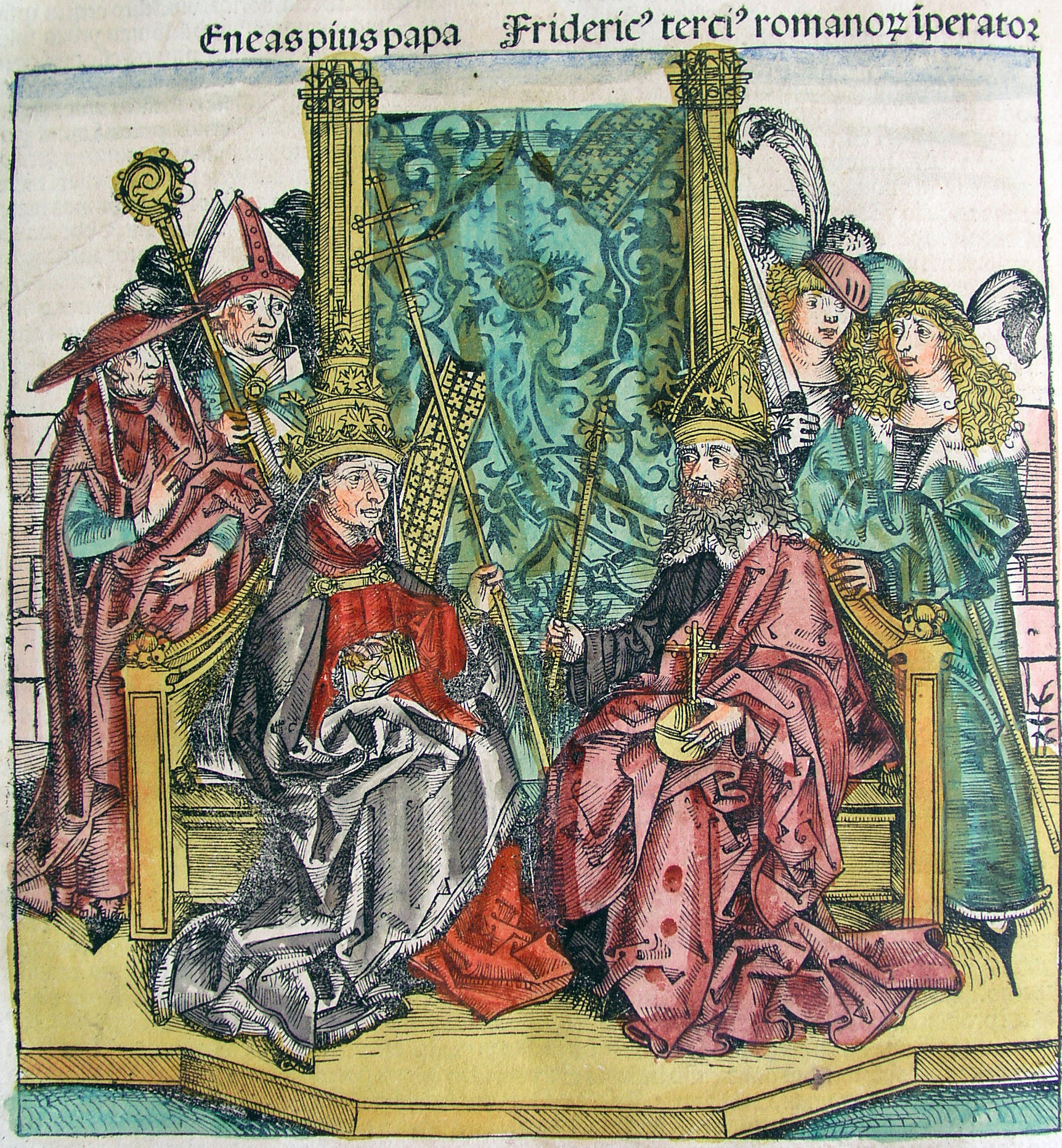
Le pape Pie II et l'empereur Frédéric III.

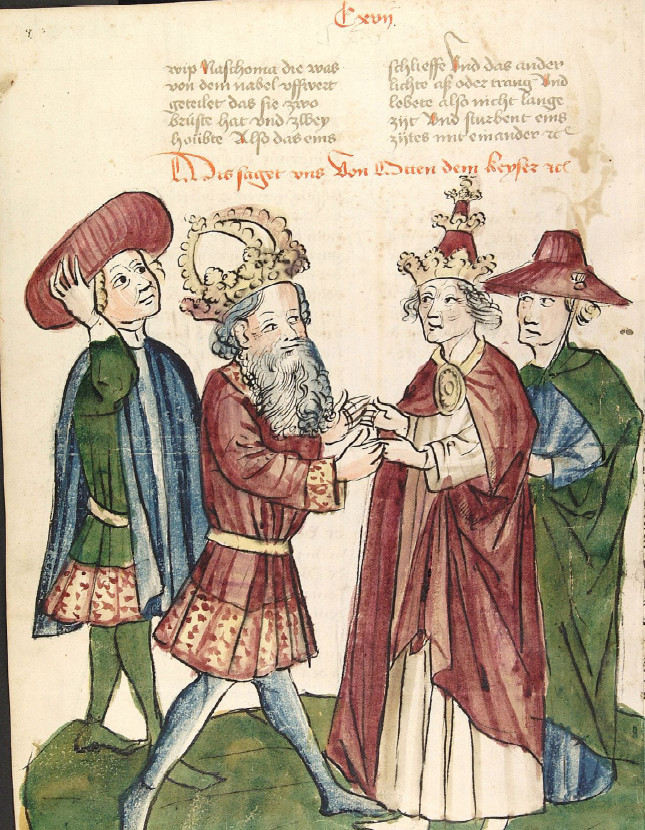
Le pape Jean XII et l'empereur Otton Ier.

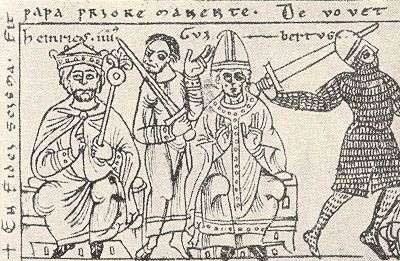
L'antipape Clément III et l'empereur Henri IV.

Au Moyen Âge, le terme pouvoirs universels renvoie au Saint-Empire romain germanique et au pape. 
Les deux se battent pour ce qu'on appelle le dominium mundi, ou « domination du monde » en termes de suprématie politique et spirituelle. L'empereur et le pape maintiennent leurs autorités respectives au moyen de divers facteurs tels que la dispersion territoriale, le faible niveau des techniques et du développement de la production du mode de production féodale et la tendance sociale et politique allant du féodalisme à la décentralisation du pouvoir.
Les pouvoirs universels perdurent au début du XIXe siècle jusqu'aux guerres napoléoniennes. La réorganisation de l'Europe signifie la fin effective de l'Empire. Bien que la papauté voie ses limites territoriales confinées au Vatican et perde en influence dans les relations internationales, elle conserve son influence spirituelle dans le monde contemporain.

## Origines
Étant donné le césaropapisme de l'Empire byzantin, la situation en Occident après le déclin de l'Empire romain assure une position exceptionnellement puissante à l'évêque de Rome. En tant qu'unique patriarche de l'Occident, son statut est bientôt transformé en celui de primatie. En plus de ce pouvoir spirituel, l'évêque de Rome cherche à gagner le pouvoir temporel sur un territoire détenu par divers royaumes germaniques afin d'en faire une véritable théocratie. L'évêque de Rome essaye d'étendre son territoire de la ville de Rome sur l'ensemble de l'Italie et à la suite à l'ensemble de l'Empire romain d'Occident (en conformité avec la donation de Constantin). Le couronnement de Charlemagne en l'an 800,qui commence l'Empire carolingien, marque l'apparition d'une autorité laïque aux prétentions universelles. La longue coexistence de deux siècles du pontife et de l'empire (regnum et sacerdocium) est difficile et aboutit à la querelle des investitures et à plusieurs formulations idéologiques différentes (la théorie des deux épées, Plenitutdo postestatis, Dictatus papae, condamnations de la simonie et du nicolaïsme). Ce faisant, le pape essaye d'établir la suprématie de l'autorité religieuse sur l'autorité civile (en), démarche qui en vient à être appelée « augustinisme politique ». Pendant ce temps, l'empereur tente de faire respecter la légitimité de sa position, qui prétend descendre de l'ancien Empire romain (Translatio imperii). Pour ce faire, il crée sa propre capacité militaire pour imposer son pouvoir territorial et étendre son pouvoir sur la vie religieuse. Cela est fait d'une manière similaire à celle de son équivalent en Orient. Les efforts aboutissent loin de leurs objectifs.

## Évolution
La division de l'empire carolingien entre les héritiers de Louis le Pieux et les revendications de différentes dynasties au titre impérial, comme les Ottoniens et la maison de Hohenstaufen, affaiblissent le pouvoir des empereurs et les soumettent à un système d'élection. Celui-ci les rend dépendants d'un délicat jeu d'alliances entre les nobles qui détiennent le titre de prince-électeur, certains laïques et d'autres ecclésiastiques. Nonobstant, il tente régulièrement de reprendre le pouvoir impérial (Otton III, Henri II). Cela conduit parfois à des affrontements spectaculaires (Henri IV, Frédéric Barberousse, Frédéric II ). Le renforcement du pouvoir de la papauté est très important à partir du pape Grégoire Ier et dépend de l'appui des ordres monastiques, surtout de l'ordre de Cluny. La constitution d'un grand nombre de ces nouveaux royaumes en fait des féodalités obligées au pape qui les libère de la domination féodale théorique de l'empereur ou d'un autre roi (comme c'est le cas du Portugal). Sur le territoire du saint Empire germanique, la rivalité entre les Guelfes, soutiens de la papauté, et les Gibelins, partisans de l'empereur, domine l'Allemagne et la vie politique italienne du XIIe siècle au XVe siècle.
Finalement, l'autorité de l'empereur se transforme en quelque chose de purement théorique, faute d'une base économique ou militaire forte. Il est incapable non seulement de tenir tête aux monarchies féodales définitivement libres de toute subordination Rex superiorem non recognoscens in regno suo est Imperator (décrétale Per Venerabilem d'Innocent III datée de 1202), mais à ses propres princes territoriaux ou cités italiennes. L'autorité papale elle-même se délabre. Les croisades, préconisées par le pape, ne lui donnent pas plus de contrôle sur les territoires brièvement conquis en Terre sainte, les royaumes européens ou les nouveaux ordres religieux. Avec le papauté d'Avignon et le grand Schisme d'Occident, la monarchie française subjugue la papauté sous son contrôle. Cela affaiblit encore le pouvoir du pape et sape le pouvoir intimidant de l'excommunication jusqu'alors fort redouté.
D'autre part, la production d'arguments théoriques sur le thème du pouvoir universel, continue et comprend des contributions comme celles de Marsile de Padoue, Defensor Pacis, ou de Guillaume d'Ockham, « Huit questions sur l'autorité du Pape » (1342) et De imperatorum et pontificum potestate (1347). Ces travaux continuent de saper les ambitions universelles des deux autorités et sont produits par les auteurs les plus importants de la crise de la scolastique. Celle-ci débat de l'adoption et de l'extension de nouvelles idées juridiques prises au droit romain, avec le jus commune de l'école de Bologne d'une part et le conciliarisme du conseil de Florence de l'autre.

## Fin

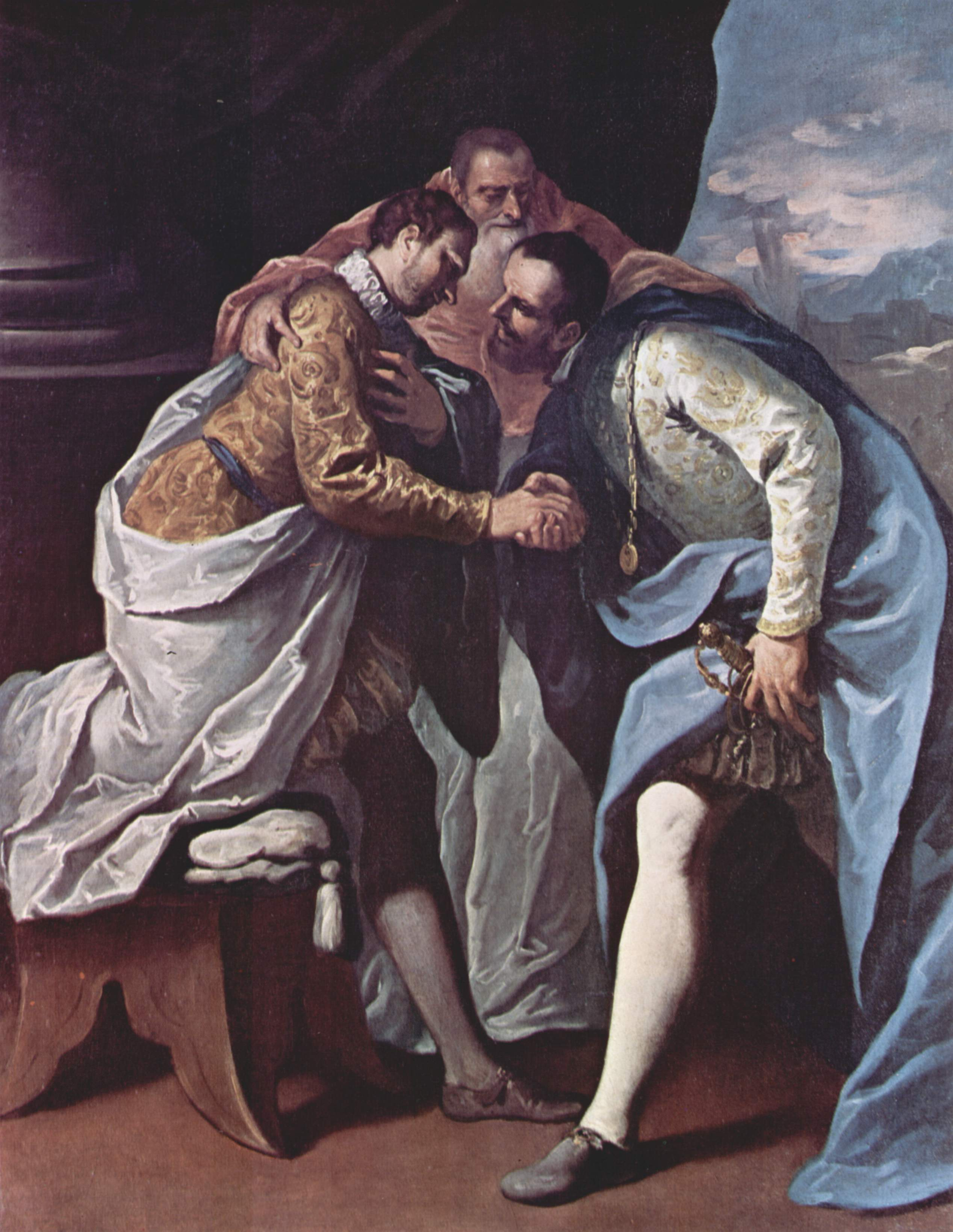
L'empereur Charles Quint se réconcilie avec le roi François Ier de France, tous deux encouragés par le pape Paul III, tableau par Sebastiano Ricci.

Les deux pouvoirs universels entrent dans l'âge moderne très affaiblis bien que leur pouvoir continuent à être notables. Ils essayent de récupérer ce qui est perdu. Ces tentatives, toutefois, s'avèrent infructueuses, comme dans le cas de l'empereur Charles Quint et les pontifes de la Renaissance (Alexandre VI et Jules II), dont les ambitions s’avèrent impossibles, surtout après la réforme protestante. La réalité imposée au cours de l'Ancien Régime est que de nouvelles monarchies autoritaires (comme les monarchies catholiques) évoluent vers l'absolutisme (comme en France) ou vers les révolutions bourgeoises (comme aux Pays-Bas avec la révolte néerlandaise et en Angleterre avec la guerre civile anglaise). En 1648, le traité de Westphalie supplante définitivement le rôle des pouvoirs universels et entraîne des relations internationales sécularisées sur la base du pragmatisme et de l'importance des États souverains. Même dans les pays catholiques, la théorie selon laquelle seul le monarque peut accorder des redevances limite effectivement le pouvoir pontifical.
Le XIXe siècle voit la fin des deux pouvoirs universels comme entités territoriales : le Sacro Imperio est officiellement aboli par Napoléon Bonaparte qui créé son propre empire, et bien que l'empire de Napoléon est défait, le Saint-Empire romain germanique n'est pas rétabli dans la redéfinition de la carte européenne à la suite du Congrès de Vienne (1814–1815). Les territoires récupérés par la maison de Habsbourg sont transformés en un État multinational, d'abord comme empire autrichien et plus tard comme monarchie double, l'Empire austro-hongrois, qui dure jusqu'en 1918. Par ailleurs, la direction de la Prusse dans la Confédération allemande nouvellement créée entraîne la constitution du second empire allemand en 1871
En même temps, les relations du pape avec la Révolution française et Napoléon, comme avec l'idéologie du libéralisme lui-même, oscillent entre l'opposition directe et la coexistence forcée. En 1860, le nouveau royaume d'Italie formé par le royaume de Piedmont-Sardaigne, conquiert les bases territoriales des États pontificaux (appelées Marches) dans le centre de l'Italie. Cependant, le royaume d'Italie ne prend Rome elle-même qu'en 1871 lorsque le second Empire de Napoléon III retire sa garnison de Rome qui servait à protéger les États pontificaux. Le rejet par le pape de la situation et l'enfermement volontaire des papes au Vatican continuent jusqu'au accords du Latran de 1929 avec le fasciste italien Benito Mussolini.
Depuis lors, les efforts du pape sur la scène internationale et dans les affaires internes des pays catholiques transcendent les dimensions territoriales de la Cité du Vatican, ce qui démontre que la dimension religieuse est décisive. Il montre également que ce qui est appelé puissance douce, bien que subtil, peut être efficace en raison de son poids moral, idéologique et culturel. 

Sacre de Napoléon et Joséphine devant le pape, réduit à un rôle d'observateur, huile sur toile de Jacques-Louis David.

## Compétition entre l'Église et l'empereur
À l'époque carolingienne, les théologiens et conseillers du pouvoir comme Alcuin réinterprètent Augustin pour définir les rôles respectifs de l'empereur et du pape. Selon ces interprétations, le Pape a la charge de préserver le foi droite dans le Christ et de garantir l'orthodoxie des pratiques religieuses. En ce qui concerne le rôle de l'empereur, les théologiens et conseillers du pouvoirs considèrent qu'il doit commander les hommes, défendre l'ordre, la justice et la paix le glaive à la main, et apparaît comme un rex praedicator : il est donc responsable devant Dieu du salut de son peuple dans la perspective de la fin des temps ; son intervention dans les affaires spirituelles est donc légitime. L'ambition du pouvoir séculier à diriger l'Église et la vie religieuse est appelée « césaropapisme ». De 910 au milieu du XIe siècle, la collaboration entre l'empereur et le pape se fait au détriment de la papauté et profite surtout au premier.
À partir du XIe siècle, les papes commencent à s’opposer au césaropapisme et affirment la souveraineté absolue de la papauté sur les affaires spirituelles. Certains vont même jusqu'à revendiquer le pouvoir suprême, ce qui constitue une remise en cause de l'indépendance du pouvoir temporel. 
Du milieu du XIe siècle jusqu'à la fin du XIIe siècle, la doctrine pontificale s’élabore dans un contexte d’affrontements. L'affrontement commence avec la querelle des Investitures (1059-1122) lors de laquelle les clercs réformateurs considèrent que l'investiture des évêques par des laïcs entraine des déviances comme la simonie et le nicolaïsme. Le conflit oppose alors le pape Grégoire VII à l'empereur Henri IV. Le conflit est résolu momentanément à la suite de l'avènement d'Henri V, moins intransigeant que son prédécesseur. Le XIIe siècle est un temps temps d’hésitations, en particulier dans le contexte du schisme d'Anaclet II. Effectivement, en 1130, à la mort du pape Honorius II, les cardinaux se trouvent divisés sur l'élection du pape. Dans ce contexte, les évêques français prennent parti pour Innocent II alors que la majorité élit Anaclet II. En 1133, l'empereur Lothaire III emploie la force pour installer Innocent à Rome puis se fait couronner empereur. En 1136, l'empereur doit de nouveau intervenir. En 1139, le 2e concile de Latran met fin au schisme, affirmant parallèlement la primauté romaine et la prétention à l'universalité de la papauté. Ensuite, le pontificat d’Alexandre III est marqué par la lutte contre Frédéric Barberousse. 
Au XIIIe siècle, les ambitions pontificales s'affirment davantage, d’abord sous le pontificat d’Innocent III, qui affirme et renforce la primauté pontificale. Le règne de Frédéric II coïncide avec le sommet de la lutte entre le pape et l'empereur. À la fin de la période, le conflit finit par basculer du côté de la papauté car les électeurs sont divisés sur le choix du successeur Frédéric II à sa mort en 1250. L'accession de Rodolphe Ier de Habsbourg au trône impérial en 1273 met fin au Grand Interrègne. 

## Continuité du terme
Le nom « empire » est appliqué à des types d'entités politiques qui n'ont pas eu une fonction universelle (théocratique ou césaropapiste), mais pour ceux qui ont un sécularisé un mondial. Cela est possible en termes géostratégiques pour la première fois depuis l'émergence d'une économie mondiale. 
Bien que les premiers empires à se former (l'empire portugais et l'empire espagnol au XVIe siècle) à leur époque ne se réfèrent pas à eux-mêmes comme des empires, (les Espagnols se désignent en termes providentialistes, comme la monarchie catholique), le nom est généralement appliqué par l'historiographie (qui applique « empire » à toute forme politique du passé avec des dimensions multinationales : empire turc, empire mongol, empire Inca).
Par conséquent, cela se fait pour l'empire russe, qui prétend être une « nouvelle Rome » après la chute de Constantinople en 1453 (le titre tsar est dérivé de Caesar).
Le terme est également appliqué aux possessions territoriales d'outre-mer des États européens :
- empire britannique – justifié par les rajas hindous qui font de la reine Victoria l'impératrice de l'Inde.
- empire colonial français – celui du premier Napoléon et celui du troisième, bien que le nom continue à être utilisé pour les colonies de la IIIe République.
- empire colonial italien – que cherche Mussolini en Afrique.

De même, le mot « empire » est également utilisé pour désigner des entités non-européennes, tels que l'empire chinois et l'empire du Japon, ou pour donner le titre d'empereur à des dirigeants comme le Négus d'Éthiopie, le chah de Perse et le sultan du Maroc. 
Dans la plupart des cas, il s'agit d'une « courtoisie diplomatique ». Depuis la guerre froide, il est également commun de désigner les deux superpuissances rivales comme l'empire américain et l'empire soviétique.

## Source de la traduction
- (en) Cet article est partiellement ou en totalité issu de l’article de Wikipédia en anglais intitulé « Universal power » (voir la liste des auteurs).